# Glenbalodectes amaroo
Glenbalodectes amaroo är en insektsart som beskrevs av Rentz, D.C.F. 1985. Glenbalodectes amaroo ingår i släktet Glenbalodectes och familjen vårtbitare. Inga underarter finns listade i Catalogue of Life.